# Campeonato Europeo de Gimnasia en Trampolín
El Campeonato Europeo de Gimnasia en Trampolín es la competición más importante del deporte de gimnasia en trampolín a nivel europeo. Es organizado desde 1969 por la Unión Europea de Gimnasia (UEG), inicialmente en los años impares y a partir de 1997 en los años pares.

## Ediciones
| Núm.   | Año  | Sede            | País         |
| ------ | ---- | --------------- | ------------ |
| I      | 1969 | París           | Francia      |
| II     | 1971 | Gante           | Bélgica      |
| III    | 1973 | Edimburgo       | Reino Unido  |
| IV     | 1975 | Basilea         | Suiza        |
| V      | 1977 | Essen           | Alemania     |
| VI     | 1979 | París           | Francia      |
| VII    | 1981 | Brighton        | Reino Unido  |
| VIII   | 1983 | Burgos          | España       |
| IX     | 1985 | Groninga        | Países Bajos |
| X      | 1987 | Braga           | Portugal     |
| XI     | 1989 | Copenhague      | Dinamarca    |
| XII    | 1991 | Poznań          | Polonia      |
| XIII   | 1993 | Sursee          | Suiza        |
| XIV    | 1995 | Antibes         | Francia      |
| XV     | 1997 | Eindhoven       | Países Bajos |
| XVI    | 1998 | Dessau          | Alemania     |
| XVII   | 2000 | Eindhoven       | Países Bajos |
| XVIII  | 2002 | San Petersburgo | Rusia        |
| XXIX   | 2004 | Sofía           | Bulgaria     |
| XX     | 2006 | Metz            | Francia      |
| XXI    | 2008 | Odense          | Dinamarca    |
| XXII   | 2010 | Varna           | Bulgaria     |
| XXIII  | 2012 | San Petersburgo | Rusia        |
| XXIV   | 2014 | Guimarães       | Portugal     |
| XXV    | 2016 | Valladolid      | España       |
| XXVI   | 2018 | Bakú            | Azerbaiyán   |
| XXVII  | 2021 | Sochi           | Rusia        |
| XXVIII | 2022 | Rímini          | Italia       |
| XXIX   | 2024 | Guimarães       | Portugal     |